# Magicka

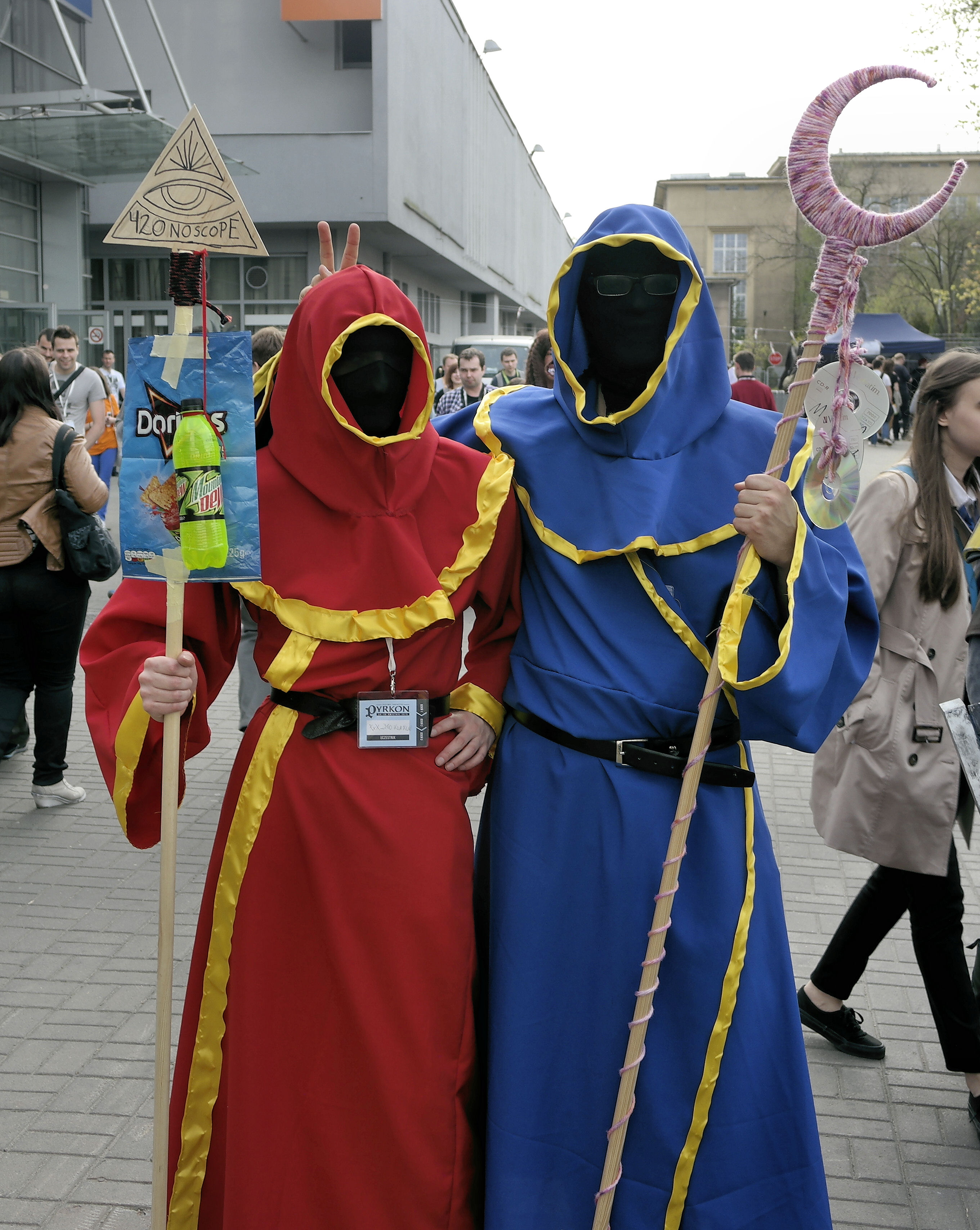
Cosplay från Magicka.

Magicka är ett datorspel som utspelar sig i en fantasyvärld med drag av fornnordisk mytologi, Midgård. Fyra magiker skall besegra en besvärjare och hans underhuggare. Spelet utvecklades av Arrowhead Game Studios, som bildades för att ta fram Magicka. Det släpptes i januari 2011 av Paradox Interactive. Spelet hade sålts i över 200 000 exemplar 17 dagar efter att det släpptes.
I januari 2012 hade spelet sålts i 1,3 miljoner exemplar.

## Gameplay
Spelet parodierar friskt den etablerade fantasygenren. Språket är en blandning av svenska, engelska och i vissa fall tyska. Får är bara målade plywoodskivor som bräker med jämna mellanrum, och hästar är gjorda av trä och påminner starkt om Dalahästen. Mängder med referenser till olika spel, filmer och böcker kan hittas.
Hela spelets fokus ligger på användandet av magi, och för att skapa magi kan man kombinera åtta olika element i ett dynamiskt system. De åtta elementen är vatten, liv, sköld, kyla, blixt, okänt, jord och eld. Om man till exempel väljer att använda eld, så sprutar man ut en kon av eld. Men om man kombinerar eld och jord så skjuter man iväg ett eldklot. Förutom dessa åtta grundelement, finns två element som kan skapas genom att kombinera baselementen. Dessa två element är is, som skapas genom att kombinera kyla och vatten, och ånga, som skapas genom att kombinera vatten och eld. Dock ligger inte allt fokus på magikastande, för konventionella vapen existerar också, och till och med ett modernt maskingevär kan hittas.